# Парфеній Нікейський
Парфеній Нікейський (дав.-гр. Παρθένιος, ? — після 72 до н. е.) — давньогрецький поет та письменник.

## Життєпис
Народився у м. Нікея (Віфінія). Про життя замало відомо. Ймовірно спочатку був при дворі царя Нікомеда IV Філопатора. У 73 році до н. е. під час Третьої Мітридатової війни опинився в полоні у римлян. Його перевезли до Риму. Приблизно у 72 році до н. е. завдяки шанувальникам зумів звільнитися. Перебирається до Неаполя, де викладав літературу. Згодом повернувся до Риму. Найвідомішими з його учнів були Вергілій, Гай Корнелій Галл, Овідій. Помер за правління імператора Октавіана Августа.

## Творчість
З його творів найбільш значущою є прозова збірка «Про любовні страждання», де надається віршований опис кохання богів. Також є автором віршованої збірки «Метаморфози», де йдеться про перетворення героїв. Від неї залишилися окремі невеличкі уривки. Її використовував у своєму творі Овідій. Також є автором поем «Афродіта», «Арета», «Делос», «Геркулес», «Левкадія».